# いしかわこうじ

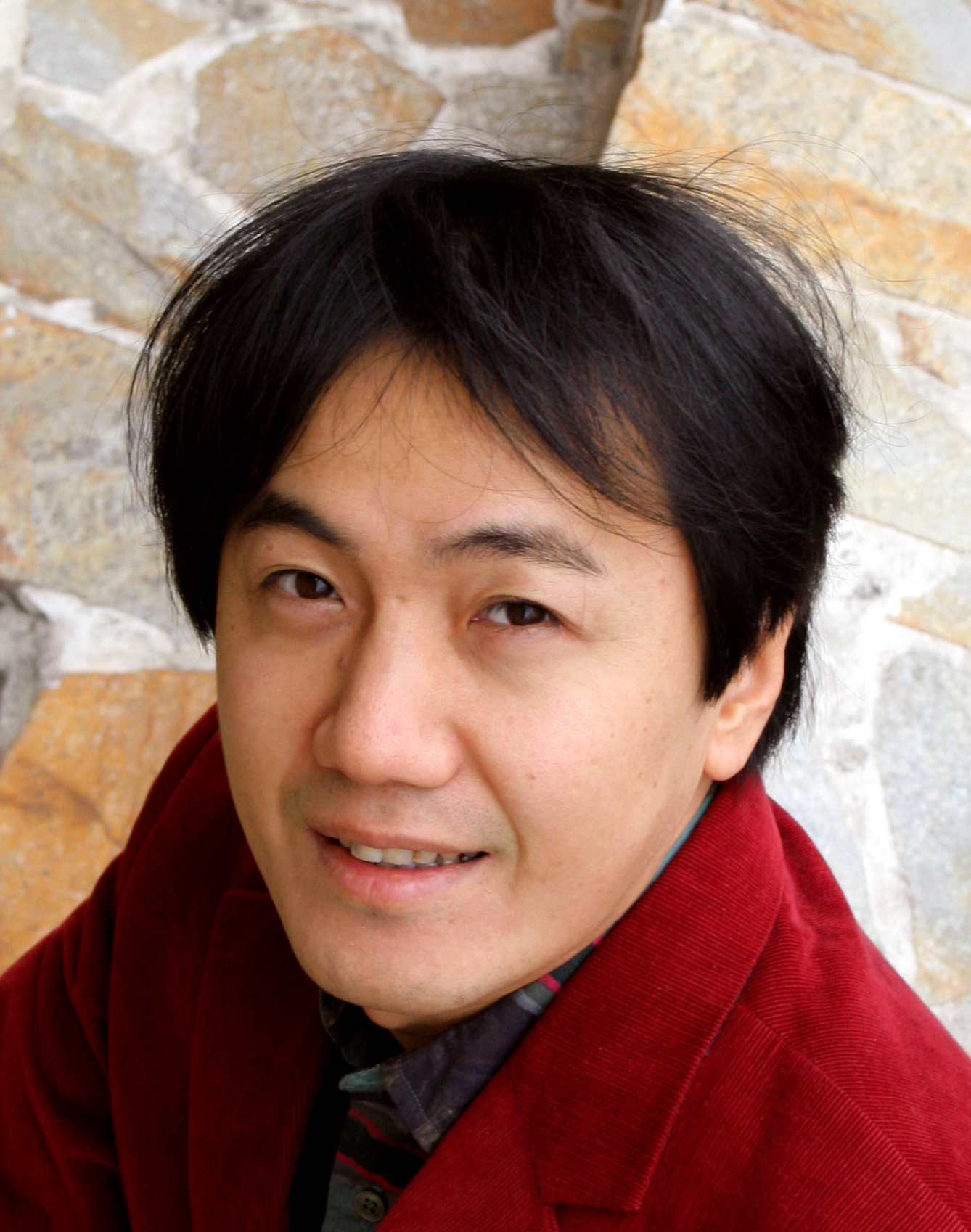
いしかわこうじ

いしかわ こうじ（本名：石川 浩二（読み同じ）、1963年10月4日 - ）は、日本の絵本作家、イラストレーター。千葉県・市川市出身。

## 人物・来歴
- ユニークな発想と、暖かな色彩の造形で、芸術性とポピュラリティを両立した絵本を数多く制作している絵本作家。絵本の企画から文・絵、そしてブックデザインまでを一貫して手がけている（『しろくろいろいろかくれんぼ』刊行記念 絵本作家いしかわこうじさんインタビュー）。海外でも翻訳版が多数、出版されている。幼少期を千葉県市川市で過ごす。その後千葉県船橋市に転居。小学生の頃、折り紙作家の笠原邦彦氏の本を買ってもらったことをきっかけに折り紙に夢中になり、造形と創作への興味が大きく育っていった。（AERAwithBaby、2012 12月号、朝日新聞出版、118頁）。千葉県立千葉高等学校を卒業後、武蔵野美術大学視覚伝達デザイン学科でイラストレーションやデザイン、写真を学ぶ。大学在学中に講談社童画グランプリ大賞を受賞し、イラストレーターとして活動を始める（イラストノート 13号、誠文堂新光社、2010年2月1日、96頁）。イヌやネコなどの動物や人物のキャラクターを生かした、色彩豊かなイラストレーションで、広告・雑誌・キャラクターデザイン等の仕事を数多く手がけた。紙で作った小さなイヌ「ペーパーわんこ」と世界中を旅して撮影するプロジェクトを展開。2004年にボローニャ国際絵本原画展入選。2006年「どうぶついろいろかくれんぼ」の出版を機に絵本作家に転身した。近年は、渋谷区松濤のアトリエを拠点に絵本作家として活動している。2010年に「たまごのえほん」で造本装幀コンクール日本書籍出版協会理事長賞を受賞。2014年に『おめんです』が、第一回積文館グループ絵本大賞を受賞。2023年に『ビッグブック おめんです3』が、第33回けんぶち絵本の里大賞「びばからす賞」を受賞。「どうぶついろいろかくれんぼ」かたぬきえほんシリーズは、累計300万部を超えるロングセラー。日本グラフィックデザイナー協会 (JAGDA) 会員。
- 1990年代には、デジタルイラストレーションの先駆者として様々な実験を試みた。NHK「おしゃれ工房」などのTV番組や「イラストレーション」誌、「MacFan」誌、「日経クリック」誌などの雑誌でデジタルアートの講師としても活躍。書籍『Happy Painter Life』石川浩二著（IDGジャパン）を出版。
- 1999年に、紙製の小さな犬と猫「ペーパーわんこ」、「ペーパーにゃんこ」を開発。
- 2001年、NHKの唄＆ダンス番組「うたっておどろんぱ」の着ぐるみキャラクター「おどるくん」とタイトルロゴをデザイン。
- 2002年、ペーパーわんこの工作絵本「100ぴきのいぬがかえる本」を発表。「ペーパーどうぶつ」を開発。朝日新聞の家庭欄「お作法無作法」コラムにて3コマイラストを連載する。
- 2004年、イタリア・ボローニャ国際絵本原画展で、ペーパーわんこによるフォトストーリー「コタロウの旅」が入選。香港のファション雑誌“Tea”誌のマスコットキャラクターを、ペーパーにゃんこでデザインする。
- 2004〜6年、ペーパーわんこ・ペーパーにゃんこ写真で、朝日新聞社の「暮らしの風」誌表紙の連載。書籍「世界を旅するペーパーわんこ」を発表。ペーパーどうぶつ写真とショートストーリーを、月刊「ピコロ」誌（学習研究社）に連載。
- 2006年、かたぬき絵本「どうぶついろいろかくれんぼ」、「のりものいろいろかくれんぼ」を発表。イタリア・ジェノヴァの自然史博物館での「不思議な動物」イラストレーション展に参加。「100ぴきのいぬがかえる本」が台湾で翻訳出版される。
- 2007年、「世界を旅するペーパーわんこ」が台湾で翻訳出版される。「かくれんぼ」かたぬき絵本シリーズが、韓国で翻訳出版 (Daekyo Publishing)。8月に愛知県の文化フォーラム春日井にて大規模な個展「いしかわこうじ・ペーパーわんこと仲間たち」展を開催。油彩画、水彩画、ペーパークラフト、ペーパーわんこ写真等を多数出品。いしかわこうじ初の全容展として、多くの観客を集める。会場では、3D＋実写のアニメーション作品「ペーパーわんこ カプチーノのさがしもの」（制作・ガレージフィルム）も公開された。大阪ガス（株）の2008年版カレンダーをペーパーどうぶつ写真で制作。
- 2008年、「かくれんぼ」かたぬき絵本シリーズ4冊が、フランス (Editions Milan) と中国（二十一世紀出版）で翻訳出版される。11月に、静岡市民文化会館にて大規模な個展「ペーパーわんことなかまたちin静岡・絵本作家いしかわこうじ作品展」を開催。体長約2mの巨大ペーパーアニマルや、100号サイズの大型油彩画、ペーパーわんこ写真、絵本原画、ペーパーわんこが動く！3Dアニメーション等を多数出品。（株）東京ドームの2009年カレンダーをペーパーわんこ写真で制作。
- 2009年、NHKハート展に出品。
- 2011年、広島県・筆の里工房で大規模な展覧会「絵本作家 いしかわこうじの世界」展を開催。
- 2012年、「まねっこえほん」シリーズの「あかちゃん にこにこ」と「あかちゃん はーい」をボードブック化して発売。「福岡アジア美術館「おいでよ！絵本ミュージアム」内で個展を開催し、初日にはペーパーわんこ作りワークショップも行う。
- 2013年、デジタルえほんミュージアムで「いしかわこうじ ふねくんのたび展」を開催。アニメーション版「ふねくんのたび」を発表。
- 2014年、『おめんです』が、第一回積文館グループ絵本大賞を受賞。
- 2018年、富山県の射水市大島絵本館で「いしかわこうじ展」を開催。ベトナム・ハノイにて11月30日「絵本の日」に『絵本作家・いしかわこうじ講演会』と、絵本読み聞かせ＆ワークショップを開催。
- 2019年、船橋市西図書館で「いしかわこうじの絵本展」を開催。
- 2020年、「たまごのえほん」が、絵本ナビの「プラチナブック」に選出。『パンダくんのおにぎり』改訂版を出版。
- 2021年、「どうぶついろいろかくれんぼ」が100万部を突破。ミリオンセラーになる（ミリオンぶっく2022、トーハン、14頁）。
- 2023年、『ビッグブック おめんです3』が、第33回けんぶち絵本の里大賞「びばからす賞」を受賞。千葉県の柏高島屋にて「いしかわこうじの あそべる！えほんパーク」を開催。
- 2024年、大阪府の堺タカシマヤにて「いしかわこうじの あそべる！えほんパーク」を開催。全国各地の図書館等で絵本ライブ＆講演会、ワークショップを開催中。

## 受賞歴
- 2023年 「ビッグブック おめんです3」が第33回けんぶち絵本の里大賞「びばからす賞」を受賞。
- 2014年 「おめんです」（いしかわこうじ 作絵・偕成社）が第1回 積文館グループ絵本大賞を受賞。
- 2010年 第44回 造本装幀コンクールで「たまごのえほん」（いしかわこうじ（作・絵・装幀）が日本書籍出版協会理事長賞を受賞。
- 2004年イタリア・ボローニャ国際絵本原画展入選
- 第9回 講談社童画グランプリで大賞を受賞。

## 主な著書
- まねっこえほん ふわふわ版1『あかちゃん にこにこ』（ポプラ社）
- まねっこえほん ふわふわ版2『あかちゃん はーい』（ポプラ社）
- のりものしかけえほん『はたらくのりものえほ2』（童心社）
- 『おめんです4』（偕成社）
- 『ビッグブック すうじのかくれんぼ』（偕成社）
- 『いろんなかたちかくれんぼ』（ポプラ社）
- 『大型版 ふねくんのたび』（ポプラ社）
- どうぶつしかけえほん『ふしぎな！どうぶつパーク』（童心社）
- 『どんどんぱっ』（KADOKAWA）
- 『てくてくとことこ』いしかわこうじ 絵　サトシン 案（ライツ社）
- 『すうじのかくれんぼ』（偕成社）
- 『ビッグブック おめんです3』（偕成社）
- どうぶつしかけえほん『のんびり！どうぶつパーク』（童心社）
- 『パンダくんのおつかい』台湾版（小魯）
- 『いぬいろいろかくれんぼ』（ポプラ社）
- 『大型版　たまごのえほん』（童心社）
- どうぶつしかけえほん『すごい！どうぶつパーク』（童心社）
- 『パンダくんのおつかい』台湾版（小魯）
- 『はないろいろかくれんぼ』（ポプラ社）
- 『おめんです3』（偕成社）
- 『パンダくんのおにぎり』よみきかせ大型絵本（童心社）
- どうぶつしかけえほん『かわいい！どうぶつパーク』（童心社）
- 『パンダくんのおつかい』（ポプラ社）
- 『パンダくんのおにぎり』改訂版（ポプラ社）
- 『ハロウィンのかくれんぼ』よみきかせ大型絵本（ポプラ社）
- ちいさなしかけえほん『おやすみのえほん』（童心社）
- 『ビッグブック おめんです2』（偕成社）
- 『まほうつかい』（偕成社）
- 『クリスマスのかくれんぼ』よみきかせ大型絵本（ポプラ社）
- 『しろくろいろいろかくれんぼ』（ポプラ社）
- 『おめんブック つくってあそぼう！』（偕成社）
- 『どうぶつくみたてパズル』（ポプラ社）
- 『ハロウィンのかくれんぼ』（ポプラ社）
- 『どうぶついろいろかくれんぼ』かたぬき絵本シリーズ ベトナム版 (Quang Van) 全10冊
- ちいさなしかけえほん『おはようのえほん』（童心社）
- 『むしいろいろかくれんぼ』（ポプラ社）
- 『ならべてあそぼうABC』（小学館）
- 『クリスマスのかくれんぼ』（ポプラ社）
- 『おめんです2』（偕成社）
- 『ビッグブック おめんです』（偕成社）
- まねっこえほん ボードブック版3『あかちゃん だっこ』（ポプラ社）
- のりものしかけえほん『うみののりものえほん』（童心社）
- のりものしかけえほん『はたらくのりものえほん』（童心社）
- 『とりのもようでかくれんぼ』（ポプラ社）
- 『おめんです』（偕成社）
- のりものしかけえほん『りくののりものえほん』（童心社）
- のりものしかけえほん『そらののりものえほん』（童心社）
- 『どうぶついろいろかくれんぼ』かたぬき絵本シリーズ 台湾版（小魯）全8冊
- 『うみのいきものかくれんぼ』（ポプラ社）
- まねっこえほん ボードブック版1『あかちゃん にこにこ』（ポプラ社）
- まねっこえほん ボードブック版2『あかちゃん はーい』（ポプラ社）
- 『つみきくんと つみきちゃん』（ポプラ社）
- 『やさいいろいろかくれんぼ』（ポプラ社）
- 『みんな とぶよ！』（童心社）
- 『はなのさくえほん』（童心社）
- 『つみきくん』韓国版 (Kidary Books)
- まねっこえほん3『あかちゃん だっこ』（ポプラ社）
- 『どうぶついろいろかくれんぼ』かたぬき絵本シリーズ韓国版 (Kyowon) 全8冊
- 「たまごのえほん」（童心社）
- 『ふねくんのたび』中国語版（二十一世紀出版）
- 『つみきくん』（ポプラ社）
- まねっこえほん1『あかちゃん にこにこ』（ポプラ社）
- まねっこえほん2『あかちゃん はーい』（ポプラ社）
- 『くだものいろいろかくれんぼ』（ポプラ社）
- 『どうぶつもようでかくれんぼ』（ポプラ社）
- 『パンダくんのおにぎり』（PHP研究所）
- 『どうぶついろいろかくれんぼ』かたぬき絵本シリーズ 中国語版（二十一世紀出版）全6冊
- 『ふねくんのたび』（ポプラ社）
- 『どうぶついろいろかくれんぼ』かたぬき絵本シリーズ フランス語版 (Editions Milan) 全4冊
- 『このしっぽ だあれ？』ちゅうたの はてなえほん1（講談社）全国学校図書館協議会選定図書
- 『このおと なにかな？』ちゅうたの はてなえほん2（講談社）全国学校図書館協議会選定図書
- 『どうぶついろいろかくれんぼ』よみきかせ大型絵本（ポプラ社）
- 『のりものいろいろかくれんぼ』よみきかせ大型絵本（ポプラ社）
- 『たのしいおもちゃかくれんぼ』（ポプラ社）
- 『おきがえいろいろかくれんぼ』（ポプラ社）
- 『どうぶついろいろかくれんぼ』（ポプラ社）
- 『のりものいろいろかくれんぼ』（ポプラ社）
- 『どうぶついろいろかくれんぼ』かたぬき絵本シリーズ 韓国版 (Daekyo Publishing) 全4冊
- 『1さいでであう ことばえじてん』（幻冬舍エデュケーション）
- 你可以養100隻狗（典蔵）＊100ぴきのいぬがかえる本の台湾版
- 『世界を旅するペーパーわんこ』（河出書房新社）
- 『ペーパーわんこのいるくらし』（講談社）
- 『100ぴきのいぬがかえる本』（学習研究社）
- 『Happy Painter Life』石川浩二著（IDGジャパン）
- 『お作法不作法』石川浩二共著（朝日新聞社）
- 『かわいい牛 おいしいお米 いのちを育てる総合学習 5年生』石川浩二共著（童心社）
- 『川のこえをきこう』石川浩二共著（童心社）
- 『すごい人、おもしろい人にあった！』石川浩二共著（童心社）
- 『みんなで町をあるいたよ』石川浩二共著（童心社）

他、多数。

## 個展歴
- 2001年より原宿K.S.ギャラリ−にて、夏に個展開催。2002年「100ぴきのいぬかかえる本」展、2006年「どうぶつ＋のりもの かくれんぼ」展、等。
- 2005年には、二子玉川高島屋S.Cにて大型の企画個展「いしかわこうじ わんこ＋にゃんこ」展を開催。巨大ペーパーわんこ、油彩画などを出品。家族連れなど約4000人の来場者が訪れる。

この他、電通アドギャラリー、西武百貨店、調布パルコ、プランタン銀座、ギャラリーef等で個展数十回。
- 2007年8月に愛知県の文化フォーラム春日井にて大規模な個展「いしかわこうじ・ペーパーわんこと仲間たち」展を開催。
- 2008年11月に静岡市民文化会館にて大規模個展「ペーパーわんことなかまたちin静岡・絵本作家いしかわこうじ作品展」を開催。
- 2013年6月にデジタルえほんミュージアム（市ヶ谷 ドットDNP）にて大規模な個展「ふねくんのたび展」を開催。
- 2018年、富山県の射水市大島絵本館にて大規模な個展「いしかわこうじ展」を開催。
- 2019年、船橋市西図書館で「いしかわこうじの絵本展」を開催。
- 2023年、千葉県の柏髙島屋にて「いしかわこうじの あそべる！えほんパーク」を開催。

## 講演・出演歴
講演会、ペーパーわんこ作りのワークショップ、絵本読み聞かせ＆サイン画会を、全国各地の文化会館や図書館等の公共施設、書店等で開催している。講演会では「子ども時代の体験と絵本制作」「本好きの子どもを育てるには？」「子育て論」などをテーマに、絵本の読み聞かせも交えながら、幼児から大人まで幅広い聴衆に向けて語っている。
- 2012年、福岡アジア美術館「おいでよ！絵本ミュージアム」での個展開催に伴い、「ペーパーわんこを作ろう！」ワークショップ。
- 静岡市民文化会館にて、個展開催と連動して「巨大ペーパーアニマルを作ろう！」・「オリジナルペーパーわんこと写真撮影！」ワークショップ。
- 文化フォーラム春日井（愛知県）にて、個展開催と連動して「大きなペーパーわんこを作ろう！」・「オリジナルペーパーわんこを作ろう！」ワークショップ。
- NHK教育TV「おしゃれ工房」にペーパーわんこ作家として出演。
- 「2004年ボローニャ国際絵本原画展」（板橋区立美術館）で、「入選者に聞く」に出演。
- 法政大学でデジタルイラストレーションの特別講義。
- Mac Expoにてデジタルイラストレーション講座。
- 2022年5月、上野の森親子ブックフェスタにて、いしかわこうじと仲本美央先生の対談形式の講演会を開催。
- 2022年10月、名古屋市公会堂にて、なごやっ子読書イベント「親子で参加しよう！素敵な音楽や人気キャラクターとともに楽しむ本の世界」に出演。絵本の読み聞かせと講演を行う。

## 代表作品
- 「保育の友」誌（全国社会福祉協議会）表紙連載 2005年〜 犬や猫をモチーフにしたグラフィカルなイラストレーション。
- 「ペットきれい」お掃除シリーズ（ライオン）2004年〜 商品パッケージのキャラクターデザイン。
- （株）東京ドーム 2009年版カレンダー。ペーパーわんこによる写真。撮影も、いしかわ自身による。
- 「暮らしの風」誌（朝日新聞社）表紙連載 2004〜6年 ペーパーわんこ＆にゃんこによる写真。撮影も、いしかわ自身による。
- 「あのね」誌（フレーベル館）表紙連載 2005〜7年 動物を擬人化した場面を描く、絵本的なイラストレーション。
- 大阪ガス（株）2008年版カレンダー。ペーパーどうぶつによる写真。撮影も、いしかわ自身による。
- 児童福祉週間ポスター（全国社会福祉協議会）2004年
- 朝日新聞 家庭欄「お作法無作法」3コマイラスト連載 2002〜3年。『お作法不作法』石川浩二共著（朝日新聞社）として単行本化される。